# Servizio informazioni dell'aeronautica
Il Servizio informazioni dell'aeronautica o SIA fu il servizio segreto della Regia Aeronautica italiana.
Creato nel 1936 a partire da una preesistente sezione di intelligence dello stato maggiore della Regia Aeronautica, il SIA era incaricato della raccolta di informazioni di interesse militare in ambito aeronautico, operando sia tramite gli addetti miliari dislocati nelle ambasciate italiane all'estero che tramite reti di informatori sotto copertura; il servizio era incaricato anche delle operazioni di controspionaggio all'interno dei ranghi della Regia Aeronuatica.
Si conoscono poche informazioni sulle attività del SIA durante la seconda guerra mondiale; in generale, il servizio aveva poche risorse a disposizione e non fumai particolarmente efficiente. In servizio venne sciolto dopo l'armistizio del settembre 1943, venendo ricostituito a ranghi ridotti nell'ottobre 1944 come "Ufficio I" dello stato maggiore dell'Aeronautica; l'ufficio confluì poi nei ranghi del Servizio informazioni forze armate nel 1949.

## Storia

### Creazione
Ricostruire la storia del servizio informativo della Regia Aeronautica è piuttosto complesso: a parte la natura riservata dell'unità stessa, la maggior parte della documentazione che riguarda il SIA andò distrutta o dispersa durante gli eventi dell'armistizio del settembre 1943; molta della documentazione superstite venne acquisita dagli Alleati della seconda guerra mondiale ed è conservata in archivi esteri, spesso in pessime condizioni di conservazione.
L'antesignano più prossimo del successivo SIA può essere rintracciato nella 5ª Sezione "Situazione e Informazioni" del comando del Servizio Aeronautico, il corpo di aviazione del Regio Esercito italiano: attivata negli anni della prima guerra mondiale, la sezione redigeva un bollettino informativo riguardante le forze aeree nemiche (principalmente quella austro-ungarica), le loro basi e la loro organizzazione, attingendo alle notizie di intelligence riguardanti l'ambito aeronautico raccolte dal Servizio I del comando supremo del Regio Esercito o dai servizi dei paesi alleati. Dopo l'elevazione dell'aviazione militare a forza armata distinta dall'Esercito, sancita dalla nascita nel 1923 della Regia Aeronautica, la 5ª Sezione passò alle dipendenze dirette del neonato Ministero dell'aeronautica; almeno dal 1927 il servizio assunse la designazione di 3ª Divisione "Informazioni" del 1º Reparto operazioni, dipendente dall'Ufficio dello stato maggiore della Regia Aeronautica. Oltre che di raccolta di informazioni di interesse militare in ambito aeronautico, la 3ª Divisione si occupava anche di controspionaggio tramite la sezione di Regi Carabinieri distaccata presso il Ministero dell'aeronautica.
La 3ª Divisione assunse la designazione di "Servizio informazioni dell'aeronautica" (o "Servizio informazioni aeronautiche") all'inizio del 1936; il servizio era un organo dello stato maggiore della Regia Aeronautica, analogamente al SIM del Regio Esercito e al SIS della Regia Marina, e le sue attività principali riguardavano la raccolta di informazioni sulla composizione e dislocazione delle aviazioni straniere e il contrasto ad attività di spionaggio nemico in ambito aeronautico. Si conoscono pochi dettagli sulle attività della 3ª Divisione prima e del SIA dopo durante il periodo interbellico, cosa che ha fatto supporre ad alcuni ufficiali dell'epoca che il servizio fosse in generale poco attivo, principalmente per la mancanza di personale e risorse adeguate a disposizione. Durante la guerra civile spagnola il servizio dislocò propri ufficiali presso i presidi dell'Aviazione Legionaria italiana per raccogliere informazioni sulle forze aeree nemiche; fiduciari del SIA erano poi collocati presso tutte le principali industrie aeronautiche italiane, sia per impedire eventuali atti di spionaggio industriale da parte di Stati esteri che per controllare la produzione militare.

### La seconda guerra mondiale

#### Organizzazione
Al momento dell'entrata dell'Italia nella seconda guerra mondiale nel giugno 1940, il SIA era diretto dal generale Virgilio Scagliotti, dipendente gerarchicamente dal sottocapo dello stato maggiore della Regia Aeronautica, il generale Giovanni Santoro; virtualmente il SIA era sottoposto al controllo generale da parte del SIM dell'Esercito, ma nei fatti era, al pari del SIS della Marina, un servizio completamente autonomo e geloso della sua indipendenza. La struttura organizzativa prevedeva due segreterie (Centrale e Generale) alle dirette dipendenze del comandante del servizio: la prima incaricata della gestione dei contatti con l'esterno, la seconda della gestione del personale interno. L'articolazione del servizio vedeva poi un certo numero di sezioni specializzate:
- la Sezione controspionaggio si occupava tanto delle operazioni di contrasto allo spionaggio nemico in patria che della raccolta di informazioni all'estero tramite operazioni "offensive", oltre a curare la sicurezza del personale e degli agenti dello stesso SIA e gestire i cifrari in uso al servizio;
- la Sezione B si occupava della raccolta e gestione delle informazioni fornite dagli addetti aeronautici dislocati presso le ambasciate italiane all'estero;
- la Sezione C custodiva ed esaminava il materiale bellico catturato al nemico, oltre a essere responsabile degli interrogatori dei prigionieri di guerra;
- la Sezione Radio Collegamenti era responsabile, da un lato, delle intercettazioni del traffico radio nemico e, dall'altro lato, delle trasmissioni radio del servizio stesso;
- la Sezione Cifra (inizialmente parte della Sezione C ma poi resa autonoma) si occupava delle attività di decrittazione delle trasmissioni cifrate nemiche;
- tre sezioni responsabili della raccolta e organizzazione delle informazioni utili sul piano militare riferite a precise aree geografiche, con particolare riferimento all'individuazione di aeroporti, basi aeree e dislocazione delle forze aeree straniere: Sezione D (Germania nazista, Unione Sovietica, Stati della Penisola balcanica e Turchia), Sezione G (Regno Unito, Stati Uniti d'America e loro colonie e territori dipendenti), Sezione F (Francia, Spagna e Portogallo).
- l'Ufficio Divulgazione Notizie (o Sezione E), incaricato di riunire le informazioni raccolte dalle varie sezioni e di redigere, sulla base di esse, bollettini informativi, monografie e schede riassuntive diffuse poi ai reparti della Regia Aeronautica.

Poche informazioni sono disponibili circa il reclutamento del personale del SIA. I candidati venivano scelti tra i ranghi del personale dell'Aeronautica in base a conoscenze specifiche in loro possesso (con particolare riferimento, per gli agenti inviati all'estero, alle competenze linguistiche), oppure perché già conosciuti da ufficiali membri del SIA stesso. Tutti i candidati dovevano sostenere un colloquio preliminare con il comandante della Sezione controspionaggio, il tenente colonnello Vespasiano Paoletti, che riferiva poi le sue impressioni al comandante del SIA Scagliotti; prima della definitiva assunzione, il candidato doveva superare i controlli di sicurezza sul suo passato e sulla sua famiglia a opera dei carabinieri assegnati alla Sezione controspionaggio. Fino al 1942 il SIA inviava i propri candidati a frequentare i corsi di paracadutismo militare e di tecniche di sabotaggio presso la scuola dell'Esercito di Tarquinia; in seguito il SIA aprì una propria scuola di formazione dedicata al suo personale. Gli agenti inviati all'estero frequentavano anche un corso di formazione relativo alle trasmissioni radio e all'uso dei cifrari, gestito dal SIA stesso.

#### Operazioni
Pochissimo si sa delle operazioni di spionaggio condotte dal SIA durante la seconda guerra mondiale. Il principale strumento di raccolta informazioni all'estero era rappresentato dagli addetti aeronautici d'ambasciata, i quali generalmente operavano tramite la consultazione di fonti aperte e visite concordate; gli addetti potevano servirsi anche i una rete di agenti sotto copertura reclutati localmente. Un'altra fonte utile di informazioni era rappresentata da cittadini italiani emigrati all'estero e poi rimpatriati, e che avevano lavorato come operai nelle industrie aeronautiche straniere; furono tentate alcune operazioni di infiltrazione in territorio nemico di agenti informatori dotati di apparecchi radiotrasmittenti, ma con scarsi risultati: tre agenti del SIA paracadutati in Siria nel dicembre 1942 furono catturati quasi subito dalle truppe occupanti britanniche, mentre di due agenti inviati in Tunisia nel marzo 1943 si persero le tracce dopo poco tempo.
La Sezione D redasse rapporti dettagliati sulla collocazione delle piste di atterraggio in Turchia, sulla disposizione delle forze dell'aviazione turca nonché sulle difese antiaeree della regione del Bosforo, opera di una rete di agenti diretta dall'addetto aeronautico locale; scarse invece le informazioni raccolte sull'Unione Sovietica, limitate a una lista di aeroporti conosciuti. La Sezione G, la più ampia del SIA per numero di addetti, svolse in collaborazione con la Sezione controspionaggio varie missioni di raccolta informazioni aventi a bersaglio le forze britanniche, tenendo una lista aggiornata delle basi aeree in Gran Bretagna, in Egitto e nei territori libici occupati; la sezione aveva competenza generale sugli interrogatori del personale della Royal Air Force catturato, e allo scopo aveva dislocato appositi ufficiali presso i campi per prigionieri di guerra. La Sezione F gestiva un'estesa rete di radiotrasmittenti occulte collocata in Spagna e, in collaborazione con il SIS della Marina, gestì l'infiltrazione e l'esfiltrazione di agenti nella zona di Gibilterra; il gerarca fascista Ettore Muti dirigeva la sottosezione specifica competente per il paese iberico.
La collaborazione del SIA con l'alleata Germania fu sempre molto scarsa, nonostante l'esistenza di una specifica missione di collegamento della Luftwaffe presso il comando della Regia Aeronautica: i tedeschi nascosero sistematicamente le informazioni in loro possesso al SIA, e il SIA di rimando condivise con i tedeschi molto poco di quanto sapeva; non vi fu alcuno scambio di informazioni segrete, e i pochi contatti si svilupparono solo a livello strettamente personale tra gli ufficiali dei due servizi. Nonostante l'alleanza in vigore, la Sezione D gestì varie operazioni di raccolta di informazioni sulla Germania stessa, servendosi non solo dell'addetto aeronautico italiano a Berlino ma anche degli interrogatori di personale italiano che aveva lavorato presso fabbriche e ditte tedesche. Nel maggio 1943 il SIA fece circolare tra gli alti comandi della Regia Aeronautica un dettagliato rapporto su composizione e collocazione delle squadriglie della Luftwaffe; la pubblicazione di una seconda parte del rapporto, riguardante in particolare la produzione industriale aeronautica della Germania, le caratteristiche tecniche di velivoli e le notizie in merito alle sperimentazioni più recenti, venne interrotta dall'annuncio dell'avvenuto armistizio tra Italia e Alleati nel settembre 1943.

### Dopo l'armistizio
A seguito dell'occupazione tedesca di Roma e dello scioglimento dello stato maggiore della Regia Aeronautica, il SIA cessò buona parte delle sue attività. Membri del servizio rimasti in clandestinità a Roma organizzarono un centro radio per mantenere i contatti con i territori liberati, collaborando alle attività del Fronte militare clandestino attivo nella capitale. La riorganizzazione di un servizio informativo della Regia Aeronautica procedette molto a rilento, sia per la scarsità di risorse che per gli stretti vincoli imposti dagli Alleati alle forze italiane: solo nel marzo 1944 risulterebbe attiva una "Sezione Informazioni" presso lo stato maggiore dell'Aeronautica riparato a Taranto.
Nell'ottobre 1944, con il trasferimento dello stato maggiore nella Roma liberata dagli Alleati, la sezione fu innalzata al rango di "Ufficio I" della Regia Aeronautica: diretto dal tenente colonnello Felice Santini e sottoposto a una stretta sorveglianza da parte dei servizi di informazioni degli Alleati, compito dell'ufficio era quello di mettere a disposizione personale selezionato per le missioni informative condotte dagli Alleati, interrogare il personale italiano rientrato dai territori occupati dai tedeschi, interpretare le fotografie scattate dalla ricognizione aerea, analizzare il traffico radio per trarne informazioni utili nonché svolgere attività di controspionaggio e contrasto alla propaganda sovversiva all'interno dei ranghi della stessa Regia Aeronautica. L'Ufficio I continuò a svolgere queste attività anche dopo la fine della guerra e la nascita della Repubblica Italiana, fino all'istituzione nel 1949 dell'unitario Servizio informazioni forze armate.